# Hall of Fame Tennis Championships 2009 - Qualificazioni singolare
Le qualificazioni del singolare  dell'Hall of Fame Tennis Championships 2009 sono state un torneo di tennis preliminare per accedere alla fase finale della manifestazione. I vincitori dell'ultimo turno sono entrati di diritto nel tabellone principale. In caso di ritiro di uno o più giocatori aventi diritto a questi sono subentrati i lucky loser, ossia i giocatori che hanno perso nell'ultimo turno ma che avevano una classifica più alta rispetto agli altri partecipanti che avevano comunque perso nel turno finale.
Le qualificazioni del torneo Hall of Fame Tennis Championships  2009 prevedevano 26 partecipanti di cui 4 sono entrati nel tabellone principale.

## Teste di serie
1. Rajeev Ram (ultimo turno)
2. Simon Stadler (ultimo turno)
3. Gō Soeda (ultimo turno)
4. Andrea Stoppini (ultimo turno)

1. Alejandro Falla (Qualificato)
2. Josh Goodall (secondo turno)
3. Ricardo Mello (Qualificato)
4. Alexander Peya (Qualificato)

## Qualificati
1. Ricardo Mello
2. Samuel Groth

1. Alexander Peya
2. Alejandro Falla

## Tabellone

### Legenda
| - Q = Qualificato - WC = Wild card - LL = Lucky loser | - ALT = Alternate - SE = Special Exempt - PR = Protected Ranking | - w/o = Walkover - r = Ritirato - d = Squalificato |

### Sezione 1
|  | Primo turno      | Primo turno          | Primo turno          | Primo turno | Primo turno |  |  | Secondo turno | Secondo turno | Secondo turno | Secondo turno | Secondo turno |               |     | Ultimo turno | Ultimo turno | Ultimo turno | Ultimo turno | Ultimo turno |  |
|  |                  |                      |                      |             |             |  |  |               |               |               |               |               |               |     |              |              |              |              |              |  |
|  |                  |                      |                      |             |             |  |  |               |               |               |               |               |               |     |              |              |              |              |              |  |
|  |                  |                      |                      |             |             |  |  | 1             | Rajeev Ram    | Rajeev Ram    | 7             | 6             |               |     |              |              |              |              |              |  |
|  | Nick Lindahl     | Nick Lindahl         | Nick Lindahl         | 6           | 6           |  |  |               | Nick Lindahl  | Nick Lindahl  | 64            | 3             |               |     |              |              |              |              |              |  |
|  | Damar Johnson    | Damar Johnson        | Damar Johnson        | 4           | 3           |  |  |               |               |               |               |               |               |     | 1            | Rajeev Ram   | Rajeev Ram   | Rajeev Ram   |              |  |
|  | Rik De Voest     | Rik De Voest         | 4                    | 7           | 6           |  |  |               |               | 7             | Ricardo Mello | Ricardo Mello | Ricardo Mello | W-O |              |              |              |              |              |  |
|  | Michael Kohlmann | Michael Kohlmann     | 6                    | 62          | 2           |  |  |               | Rik De Voest  | Rik De Voest  | 65            | 5             |               |     |              |              |              |              |              |  |
|  | 7                | Ricardo Mello        | Ricardo Mello        | 6           | 6           |  |  | 7             | Ricardo Mello | Ricardo Mello | 7             | 7             |               |     |              |              |              |              |              |  |
|  |                  | Christian W. Schultz | Christian W. Schultz | 2           | 2           |  |  |               |               |               |               |               |               |     |              |              |              |              |              |  |

### Sezione 2
|  | Primo turno  | Primo turno  | Primo turno  | Primo turno | Primo turno |  |  | Secondo turno | Secondo turno | Secondo turno | Secondo turno | Secondo turno |   |   | Ultimo turno | Ultimo turno  | Ultimo turno  | Ultimo turno | Ultimo turno |  |
|  |              |              |              |             |             |  |  |               |               |               |               |               |   |   |              |               |               |              |              |  |
|  |              |              |              |             |             |  |  |               |               |               |               |               |   |   |              |               |               |              |              |  |
|  |              |              |              |             |             |  |  | 2             | Simon Stadler | Simon Stadler | 6             | 6             |   |   |              |               |               |              |              |  |
|  | Artem Sitak  | Artem Sitak  | Artem Sitak  | 6           | 6           |  |  |               | Artem Sitak   | Artem Sitak   | 2             | 1             |   |   |              |               |               |              |              |  |
|  | Jamie Gresh  | Jamie Gresh  | Jamie Gresh  | 4           | 3           |  |  |               |               |               |               |               |   |   | 2            | Simon Stadler | Simon Stadler | 69           | 4            |  |
|  | Samuel Groth | Samuel Groth | Samuel Groth | 7           | 6           |  |  |               |               |               | Samuel Groth  | Samuel Groth  | 7 | 6 |              |               |               |              |              |  |
|  | Chris Eaton  | Chris Eaton  | Chris Eaton  | 64          | 3           |  |  |               | Samuel Groth  | Samuel Groth  | 6             | 6             |   |   |              |               |               |              |              |  |
|  |              |              |              |             |             |  |  | 6             | Josh Goodall  | Josh Goodall  | 3             | 4             |   |   |              |               |               |              |              |  |
|  |              |              |              |             |             |  |  |               |               |               |               |               |   |   |              |               |               |              |              |  |

### Sezione 3
|  | Primo turno        | Primo turno        | Primo turno        | Primo turno | Primo turno |  |  | Secondo turno | Secondo turno      | Secondo turno      | Secondo turno  | Secondo turno  |   |   | Ultimo turno | Ultimo turno | Ultimo turno | Ultimo turno | Ultimo turno |  |
|  |                    |                    |                    |             |             |  |  |               |                    |                    |                |                |   |   |              |              |              |              |              |  |
|  |                    |                    |                    |             |             |  |  |               |                    |                    |                |                |   |   |              |              |              |              |              |  |
|  |                    |                    |                    |             |             |  |  | 3             | Gō Soeda           | Gō Soeda           | 6              | 7              |   |   |              |              |              |              |              |  |
|  | Frank Moser        | Frank Moser        | Frank Moser        | 7           | 6           |  |  |               | Frank Moser        | Frank Moser        | 3              | 65             |   |   |              |              |              |              |              |  |
|  | Sebastián Prieto   | Sebastián Prieto   | Sebastián Prieto   | 5           | 3           |  |  |               |                    |                    |                |                |   |   | 3            | Gō Soeda     | Gō Soeda     | 3            | 1            |  |
|  | Izak Van Der Merwe | Izak Van Der Merwe | Izak Van Der Merwe | 6           | 7           |  |  |               |                    | 8                  | Alexander Peya | Alexander Peya | 6 | 6 |              |              |              |              |              |  |
|  | Toshihide Matsui   | Toshihide Matsui   | Toshihide Matsui   | 2           | 5           |  |  |               | Izak Van Der Merwe | Izak Van Der Merwe | 3              | 4              |   |   |              |              |              |              |              |  |
|  | 8                  | Alexander Peya     | 65                 | 6           | 6           |  |  | 8             | Alexander Peya     | Alexander Peya     | 6              | 6              |   |   |              |              |              |              |              |  |
|  |                    | Matt Reid          | 7                  | 4           | 0           |  |  |               |                    |                    |                |                |   |   |              |              |              |              |              |  |

### Sezione 4
|  | Primo turno          | Primo turno          | Primo turno          | Primo turno | Primo turno |  |  | Secondo turno | Secondo turno        | Secondo turno   | Secondo turno   | Secondo turno |   |   | Ultimo turno | Ultimo turno    | Ultimo turno | Ultimo turno | Ultimo turno |  |
|  |                      |                      |                      |             |             |  |  |               |                      |                 |                 |               |   |   |              |                 |              |              |              |  |
|  |                      |                      |                      |             |             |  |  |               |                      |                 |                 |               |   |   |              |                 |              |              |              |  |
|  |                      |                      |                      |             |             |  |  | 4             | Andrea Stoppini      | 65              | 7               | 0             |   |   |              |                 |              |              |              |  |
|  | Aisam-ul-Haq Qureshi | Aisam-ul-Haq Qureshi | Aisam-ul-Haq Qureshi | 6           | 7           |  |  |               | Aisam-ul-Haq Qureshi | 7               | 6               | 0r            |   |   |              |                 |              |              |              |  |
|  | Scott Lipsky         | Scott Lipsky         | Scott Lipsky         | 3           | 63          |  |  |               |                      |                 |                 |               |   |   | 4            | Andrea Stoppini | 6            | 0            | 6            |  |
|  | Nathan Thompson      | Nathan Thompson      | 1                    | 7           | 6           |  |  |               |                      | 5               | Alejandro Falla | 4             | 6 | 7 |              |                 |              |              |              |  |
|  | Todd Paul            | Todd Paul            | 6                    | 65          | 3           |  |  |               | Nathan Thompson      | Nathan Thompson | 2               | 5             |   |   |              |                 |              |              |              |  |
|  |                      |                      |                      |             |             |  |  | 5             | Alejandro Falla      | Alejandro Falla | 6               | 7             |   |   |              |                 |              |              |              |  |
|  |                      |                      |                      |             |             |  |  |               |                      |                 |                 |               |   |   |              |                 |              |              |              |  |